# Eulepidotis hermura
Eulepidotis hermura är en fjärilsart som beskrevs av William Schaus 1898. Eulepidotis hermura ingår i släktet Eulepidotis och familjen nattflyn. Inga underarter finns listade i Catalogue of Life.